# Harmony (modulo)

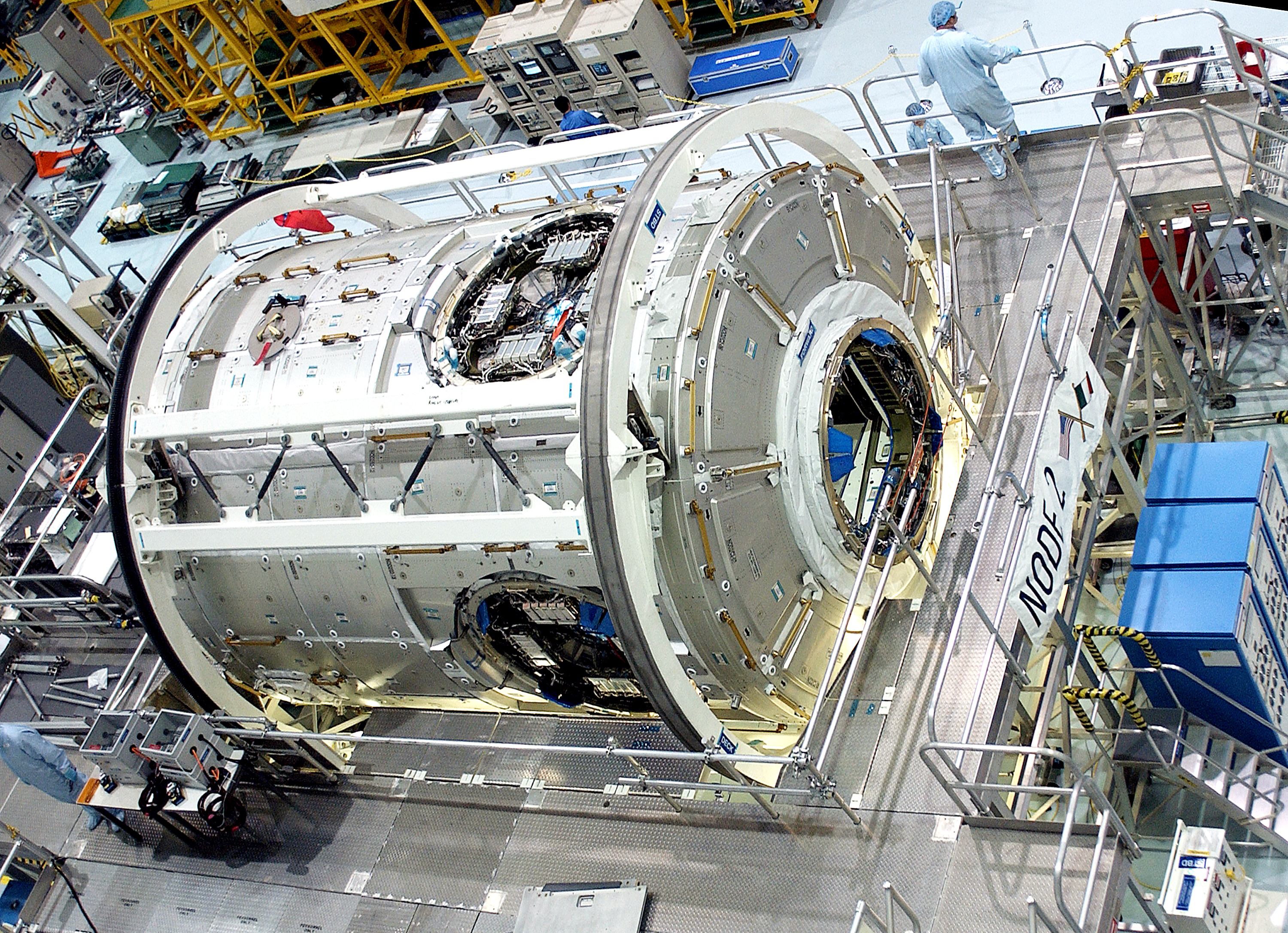
ISS Node 2 durante l'assemblaggio (NASA)

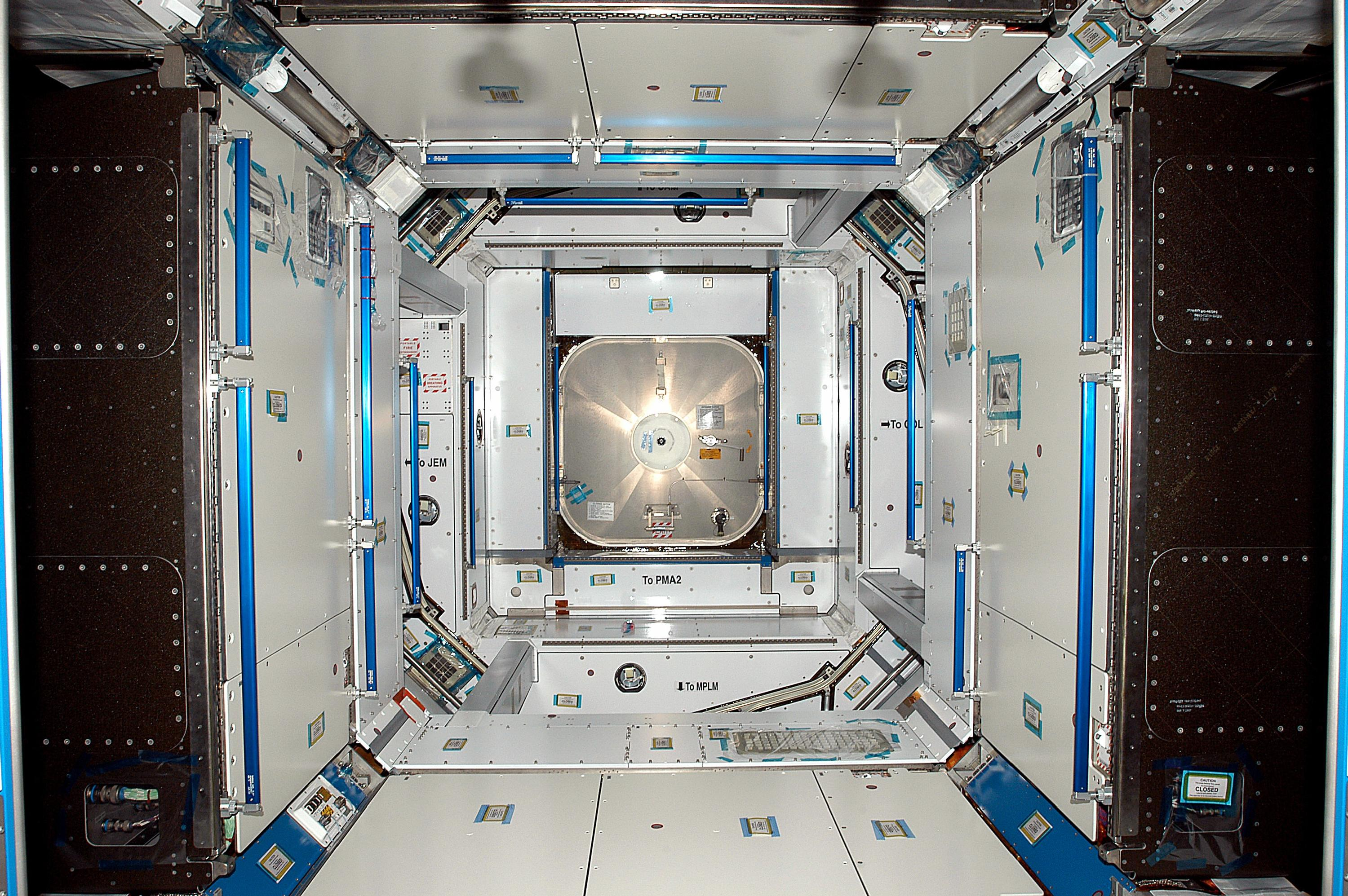
Interno del modulo Harmony

Il modulo Harmony, noto anche come Nodo 2, è un modulo pressurizzato di servizio della Stazione spaziale internazionale contenente armadi (rack) per fornire aria, elettricità, acqua e altri sistemi essenziali per il supporto vitale degli astronauti; in questo modulo sono alloggiate anche cabine letto per quattro membri dell'equipaggio. Il montaggio del modulo da parte della NASA ha completato la realizzazione della parte statunitense di base della stazione spaziale, secondo il progetto del 2003, facendo da connessione tra il laboratorio europeo Columbus, il modulo statunitense Destiny e il laboratorio giapponese Kibō.
Il modulo Harmony è stato lanciato con successo nello spazio a bordo del volo Space Shuttle Discovery STS-120 il 23 ottobre 2007. Dopo essere stato temporaneamente attaccato al lato sinistro del modulo Unity, è stato spostato nella sua posizione permanente all'estremità anteriore del modulo Destiny il 14 novembre 2007. Harmony ha aggiunto 70 m3 (2.500 piedi cubi) al volume vitale della stazione, un aumento di quasi il 20%, da 420 m3 (15.000 piedi cubi) a 490 m3 (17.000 piedi cubi).

## Specifiche
Il modulo ha una massa di circa 15300 kg ed è il secondo dei tre moduli di collegamento della stazione sul segmento orbitario degli Stati Uniti (USOS). È composto da un guscio cilindrico in lega di alluminio 2219-T851 spesso 5,1 cm (2,0 pollici) il quale misura 7,2 metri di lunghezza con un diametro di 4,4 metri, con due terminali ed è isolato termicamente da una coperta in Kapton dorata. È protetto dall'impatto di micro meteoriti da 98 pannelli, ciascuno costituito da un sandwich composito di acciaio inossidabile e lega di alluminio 6061-T6, e da una barriera secondaria di Kevlar / resina. Il design si basa sull'esistente Multi-Purpose Logistics Module, così come il modulo Columbus dell'Agenzia Spaziale Europea (i quali hanno entrambi un solo Common Berthing Mechanism CBM (Sistema di aggancio comune) passivo. Ci sono sei CBM su Harmony : il CBM di poppa che lo collega a Destiny è passivo; gli altri sono attivi.
Harmony è gestito dal Marshall Space Flight Center della NASA a Huntsville, in Alabama. Il suo dispiegamento ha ampliato la Stazione Spaziale Internazionale, espandendo lo spazio disponibile per gli astronauti portandolo da quello di una tipica casa di tre persone a quello di una casa da cinque persone una volta collegati i laboratori giapponese Kibō e Columbus. Il braccio robotico della ISS, Canadarm2, è in grado di funzionare da un dispositivo di presa alimentato all'esterno di Harmony. Dopo la cancellazione dell'Habitation Module, Harmony è stata scelta per ospitare l'American Crew Quarters. I primi due furono consegnati con le missioni STS-126 e i secondi due su STS-128.

## Contratto di costruzione
Harmony è stato sviluppato per la NASA, tramite un contratto con l'Agenzia Spaziale Europea (ESA), da industrie europee (Alcatel-Alenia Spazio in primis) nella città di Torino, in Italia. La responsabilità per lo sviluppo del modulo è stata dell'ASI. Il braccio robot Canadarm2 potrà operare tramite un connettore esterno di Harmony.
Il modulo arrivò al Kennedy Space Center in Florida il 1º giugno 2003 a bordo dell'Airbus Beluga. A seguito di ispezione post trasporto, l'Agenzia Spaziale Italiana (ASI) ha formalmente consegnato Harmony alla Agenzia spaziale europea (ESA). Il 18 giugno 2003 l'ESA trasferì formalmente la proprietà di Harmony alla NASA, presso la Space Station Processing Facility (SSPF) del Kennedy Space Center. La consegna di Harmony completò un elemento importante dell'accordo di baratto, tra ESA e NASA, firmato a Torino, in Italia, l'8 ottobre 1997.

## Lancio

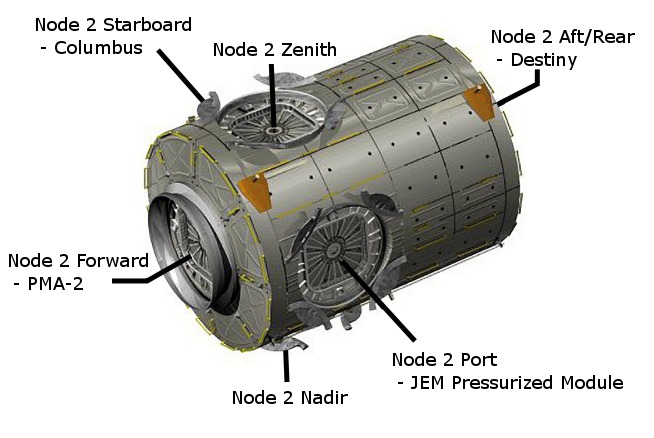
Illustrazione delle connessioni del modulo

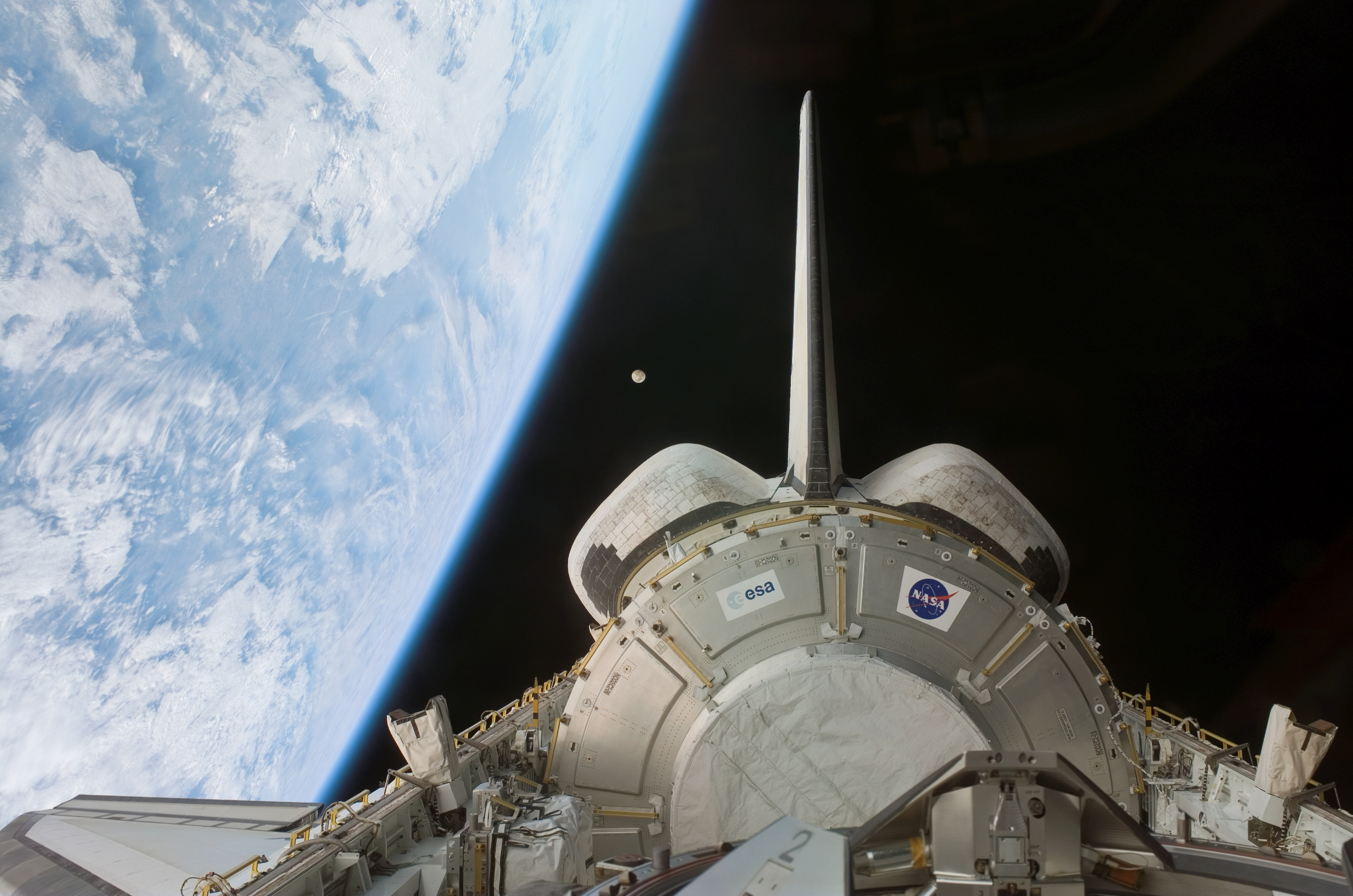
Harmony nella stiva di carico del Discovery durante il secondo giorno della missione STS-120

Harmony è stato lanciato il 23 ottobre 2007 a bordo dello Space Shuttle Discovery, come componente primario della missione di assemblaggio STS-120.
L'astronauta Paolo Nespoli dell'ESA accompagnò il modulo Harmony a bordo della missione STS-120 come specialista di missione.
Il 26 ottobre il braccio robotico della stazione SSRMS ha rimosso il modulo dalla stiva di carico dello Shuttle Discovery e lo ha temporaneamente connesso nel lato sinistro del modulo Unity. Il giorno successivo l'equipaggio è entrato nel modulo. Dopo la partenza dello Shuttle per far ritorno sulla Terra, attraverso il braccio robotico Canadarm 2 e tre passeggiate spaziali l'equipaggio della stazione spostò il modulo dall'aggancio anteriore del modulo Destiny.

## Collegamento di moduli e veicoli in visita
Harmony è stato il primo ampliamento di spazio abitativo permanente alla ISS dopo che il compartimento di attracco Pirs è stato aggiunto nel 2001. L'equipaggio della Expedition 16 ha spostato l'Adattatore di Accoppiamento Pressurizzato (PMA-2) il 12 novembre 2007 da Destiny all'ancoraggio a prua di Harmony. L'unità combinata PMA-2 / Harmony è stata successivamente attraccata alla sua destinazione finale all'estremità anteriore di Destiny il 14 novembre 2007. Tutte le seguenti missioni dello Space Shuttle sarebbero attraccate in questa posizione.
L'11 febbraio 2008, venne installato il laboratorio europeo Columbus dell'ESA è stato collegato al portello di tribordo del modulo Harmony durante la missione dello Space Shuttle STS-122. Il 14 marzo 2008, la sezione pressurizzata del modulo logistico sperimentale (ELM-PS) di Kibō è stata collegata in modo provvisorio al portello Zenit di Harmony. Durante la missione STS-124 dello Space Shuttle, il modulo pressurizzato di Kibō è stato aggiunto al lato sinistro di Harmony e l'ELM-PS è stato spostato, lasciando il portello Zenit vuoto. Il portello Zenith era originariamente destinato ad essere il connettore di attracco permanente per il Centrifuge Accommodations Module (CAM), il quale non fu mai realizzato.
Dopo l'installazione del modulo Harmony alla ISS avvenuto nell'ottobre 2007, il Braccio Robotico Canadarm 2 ha riposizionato PMA-2 nel portello di prua di Harmony il 12 novembre 2007. Due giorni dopo, il pacchetto combinato di Harmony e PMA-2 è stato spostato nella sua posizione finale, il portello di prua di Destiny. Il 19 agosto 2016 fu installato l'International Docking Adapter-2.
Nel marzo 2017 il PMA-3 fu nuovamente spostato tramite il Braccio Robotico Canadarm 2 dal modulo Tranquility e installato sul portello Zenith del modulo Harmony. Nell'agosto 2019 al PMA-3 fu installato l'International Docking Adapter-3.
Quando lo Space Shuttle portò i Multi-Purpose Logistics Module (MPLM) alla stazione, essi venivano temporaneamente attraccati al portello Nadir del modulo Harmony, dove rimanevano per la durata della missione. Al termine della missione, l'MPLM veniva sganciato e riposto nella stiva di carico dello Shuttle per essere riportato a Terra assieme al suo carico di materiali. Il veicolo di trasferimento giapponese H-II e i veicoli COTS ( American Commercial Resupply Service ), Dragon e Cygnus, vengono temporaneamente ormeggiati al portellone Nadir o Zenit.
Nell'agosto 2016, il portello di attracco a prua (Forward) è stato equipaggiato con l'International Docking Adapter (IDA) consegnato con la missione CRS-9. Questo adattatore è stato utilizzato per la prima volta per l'attracco automatico della navicella spaziale Crew Dragon della SpaceX durante la sua missione di prova Demo 1 il 3 marzo 2019.
Nell'luglio 2019 il portello di attracco superiore (Zenith) è stato equipaggiato con l'International Docking Adapter (IDA) consegnato con la missione SpaceX CRS-18. Questo adattatore è stato utilizzato per la prima volta il 7 dicembre 2020 per l'attracco automatico della navicella spaziale Cargo Dragon della SpaceX durante la missione SpaceX CRS-21.